# Nacionalidad mexicana
La nacionalidad mexicana es la condición y la personalidad jurídica que reconoce la pertenencia de un individuo al Estado mexicano, resultando esto en una serie de derechos y obligaciones políticas y sociales. De acuerdo con la Constitución Política de los Estados Unidos Mexicanos, en su artículo 30, se adquiere por nacimiento o por naturalización.

## Artículo 30
Artículo 30. La nacionalidad mexicana se adquiere por nacimiento o por naturalización.
- A) Son mexicanos por nacimiento:
  - I. Los que nazcan en territorio de la República, sea cual fuere la nacionalidad de sus padres.
  - II. Los que nazcan en el extranjero, hijos de padres mexicanos, de madre mexicana o de padre mexicano;
  - III. Los que nazcan en el extranjero, hijos de padres mexicanos por naturalización, de padre mexicano por naturalización, o de madre mexicana por naturalización, y
  - IV. Los que nazcan a bordo de embarcaciones o aeronaves mexicanas, sean de guerra o mercantes.

- B) Son mexicanos por naturalización:
  - I. Los extranjeros que obtengan de la Secretaría de Relaciones carta de naturalización.
  - II. La mujer o el varón extranjeros que contraigan matrimonio con varón o con mujer mexicanos, que tengan o establezcan su domicilio dentro del territorio nacional y cumplan con los demás requisitos que al efecto señale la ley.

## Artículo 31
Artículo 31. Son obligaciones de los mexicanos:
- I. Ser responsables de que sus hijas, hijos o pupilos menores de dieciocho años concurran a las escuelas, para recibir la educación obligatoria y, en su caso, reciban la militar, en los términos que establezca la ley, así como participar en su proceso educativo, al revisar su progreso y desempeño, velando siempre por su bienestar y desarrollo;

- II. Asistir en los días y horas designados por el Ayuntamiento del lugar en que residan, para recibir instrucción cívica y militar que los mantenga aptos en el ejercicio de los derechos de ciudadano, diestros en el manejo de las armas, y conocedores de la disciplina militar.

- III. Alistarse y servir en la Guardia Nacional, conforme a la ley orgánica respectiva, para asegurar y defender la independencia, el territorio, el honor, los derechos e intereses de la Patria, así como la tranquilidad y el orden interior; y

- IV. Contribuir para los gastos públicos, así de la Federación, como del Distrito Federal o del Estado y Municipio en que residan, de la manera proporcional y equitativa que dispongan las leyes.

Iberoamérica. Utilícese la definición del DRAE.

## Ley de Nacionalidad
El 23 de enero de 1998 el entonces presidente de México, Ernesto Zedillo Ponce de León, publicó la Ley de Nacionalidad que establece los procedimientos de naturalización, entrega de pasaporte, entre otras cosas.

## Naturalización para iberoamericanos
Cualquier persona siendo originaria de un país de la península ibérica o de la América Latina puede solicitar la nacionalidad mexicana después de dos años de residencia temporal o permanente, a diferencia de los 5 años generales que se requieren. Debe saber hablar español y tener más de 18 años. No aplica para estudiantes.

## Pérdida de la nacionalidad y de la ciudadanía
El artículo 37 de la Constitución establece que los mexicanos por nacimiento nunca podrán ser privados de su nacionalidad, tal como se define en la Ley de Nacionalidad, en la adquisición de otra nacionalidad. Sin embargo, los mexicanos naturalizados pueden perder su nacionalidad por los siguientes puntos:
- Adquirir voluntariamente otra nacionalidad, presentarse como extranjeros o aceptar títulos nobiliarios que impliquen sumisión a un Estado extranjero;
- Se adquiere otra nacionalidad mediante un proceso de naturalización;
- Vive durante cinco años seguidos fuera de México.

Aunque los nacionales mexicanos por nacimiento nunca pueden perder involuntariamente su nacionalidad, la ciudadanía mexicana, y por ende sus prerrogativas, pueden perderse si una persona hace lo siguiente:
- Acepta títulos nobiliarios de países extranjeros;
- Sirve en un gobierno extranjero sin la autorización del Congreso de la Unión;
- Acepte o use distinciones, títulos o funciones extranjeras, sin autorización del Congreso de la Unión, con excepción de las que sean de carácter literario, científico o humanitario;
- Ayuda a un ciudadano o gobierno extranjero contra México en cualquier reclamación diplomática o ante un Tribunal Internacional.

Los nacionales mexicanos pueden renunciar a su nacionalidad con el fin de adquirir otra nacionalidad.